# Léon Abry

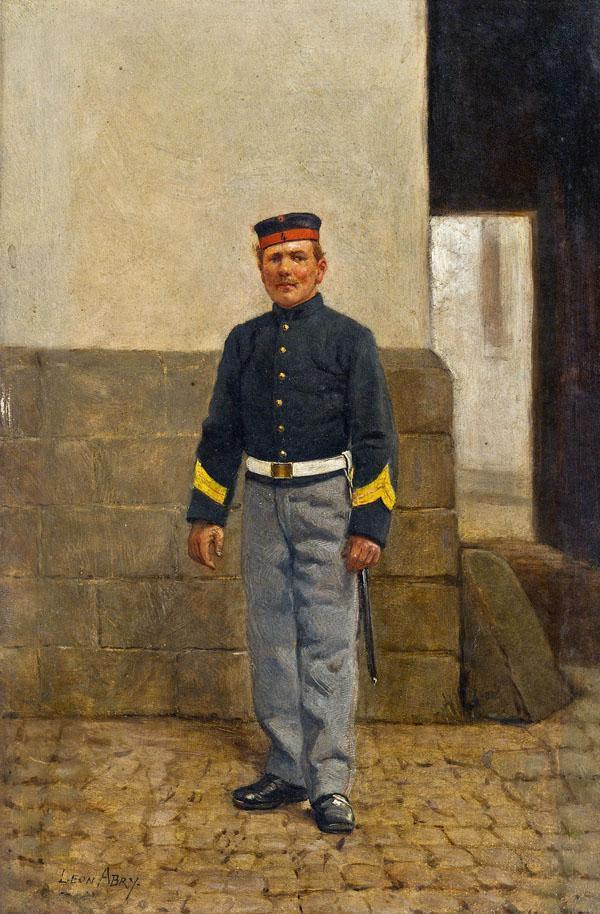
Soldaat (jaar onbekend)

Léon-Eugène-Auguste Abry (Antwerpen, 1857 – aldaar, 1905) was een Belgisch kunstschilder, gespecialiseerd in militaire taferelen. Hij was eveneens tekenaar, aquarellist en graveerder.

## Familiekundig
Léon Abry was de zoon van Jacques-Léopold Abry († 1871), en van Elise-Désirée Damry. De familie Abry was afkomstig uit het Luikse, en verder in de tijd (16de eeuw), uit Spanje. Hij huwde met Marthe-Jeanne-Rodolphine De Wael. Zij woonden in de Ommeganckstraat 43 te  Antwerpen.

## Levensloop
Abry was de zoon van een generaal in het Belgische leger.  De jeugd van Abry werd enerzijds getekend door vele verhuizingen van het gezin - onder andere Gent en Ieper - eigen aan het beroep van zijn vader; en anderzijds door de dood van zijn vader toen Abry amper 14 jaar oud was. Toen bleek voor zijn moeder en voor hemzelf het isolement ten overstaan van de 'gewone' maatschappij – voor hen de Antwerpse hoge burgerij - ten gevolge van het leven in een eerder besloten militaire wereld.
Abry begon als jonge tiener onder invloed van thuis eerst aan een voorbereidende militaire opleiding, maar dat lag hem niet. Als achttienjarige  trok hij naar de Antwerpse Academie (1875 tot 1878) om er het tekentalent dat hij reeds van kinds af aan bezat, te ontwikkelen.  Hij had er onder meer Nicaise De Keyser en Polydore Beaufaux als leraars.
Aanvankelijk beoefende hij het historie- en genreschilderen in academische trant zoals bijvoorbeeld in het doek 'De moord op Burgemeester La Ruelle' (1878). Hij schilderde ook een actueel thema met sociale inslag: 'Emigranten in Antwerpen'.

## Soldatenleven
Maar spoedig ging hij over tot de productie van humoristische tafereeltjes uit het soldatenleven, eenvoudig omdat hij daarvoor een afzetgebied had in militaire kringen. Rond 1880 ontstonden ook enkele schilderijtjes met elegante maar perverse vrouwentypes als thema ('Diogéna', 'Une carte de visite').
In 1881 voerde hij een ambitieus doek uit: De Leeuw van Vlaanderen, een episode uit de kruistochten.  Het werk was zo'n zes meter hoog maar bleek geen succes tijdens de 'Salon 1881'. Ook het schilderij De Franse dichter Gilbert in het Godshuis kreeg een negatief onthaal in de 'Salon 1884' in Brussel. Daarom keerde Abry dan maar voorgoed terug naar zijn militaire tafereeltjes.
Hij zou echter naast de humoristische motieven ook meer en meer 'ernstige' scènes en anekdotes uit het soldatenleven gaan uitbeelden, bijvoorbeeld Roskammen in de kazerne, 1887 (Antwerpen, Koninklijk Museum voor Schone Kunsten) en Een verkennerspatrouille (1891).
Om zich in dat genre te bekwamen volgde Abry vele grote legermanoeuvres en deed hij talloze observaties en schetscampagnes in kazernes. Hoogtepunten in deze reeks zijn de doeken Koning Leopold II en koningin Maria-Hendrika tijdens de manoeuvres van 1890, geschilderd naar aanleiding van de 25ste huwelijksverjaardag van de vorsten en het na het overlijden van de kroonprins geschilderde doek Prins Boudewijn tijdens een legeroefening (1892).
Léon Abry was ook medeoprichter van de Antwerpse kunstkring "De XIII" (1891-1899), die de kunst wil bevrijden van het academisme, samen met Evert Larock, Emile Claus, Edouard de Jans, Henri de Smeth, Edgar Farasyn, Frans Hens, Henry Luyten, Charles Mertens, Leon Van Aken, Lodewijk Van Engelen en Romain Looymans. Zij organiseerden vanaf 1891 een jaarlijkse kunsttentoonstelling in Antwerpen, maar uiteindelijk zouden het er slechts drie worden.
Er komen nog regelmatig werken van Léon Abry in omloop op veilingen. Alzo werd een aquarel op papier in 2002 verkocht voor € 420 en een aquarel Cavaleriesoldaat te paard voor € 340 in maart 2005, telkens in het veilinghuis Bernaerts te Antwerpen.

## Portrettist en landschapschilder
Zoals zoveel bekwame figuurschilders was ook Abry een veelgevraagd portrettist. In 1877 toonde hij in de Gentse Salon een portret van kunstschilder Louis Van Engelen. In 1879 schilderde hij een postuum ruiterportret van zijn vader, generaal Abry. Andere portretten zijn die van Camille Coquilhat, Charles Dumercy, generaal Poplimont en generaal baron Alfred Van der Smissen.
Als landschapschilder kwam hij rond 1883 tot het impressionisme. In 1886 werd hij lid van de Société Royale Belge des Aquarellistes.

## Tentoonstellingen
Abry gebruikte voornamelijk de mogelijkheden die de “Driejaarlijkse Salons” in Brussel, Gent en Antwerpen boden om zijn werken aan het publiek te tonen.  Een bloemlezing uit de saloncatalogi geeft enig inzicht in zijn specialiteit:
- Salon 1877, Gent: “Portret van Louis Van Engelen”
- Salon 1881, Brussel: “De Leeuw van Vlaanderen - Tafereel uit de Kruistochten”
- Salon 1883, Gent: “Winterdag”, “Infanteriekorporaal”.
- Salon 1886, Gent: “Ruiterportret”, “Portret”
- 1ste Salon van “L’Art Indépendant”, maart-april 1887, Antwerpen: “Tegenlicht”, “Portret van Maurice Hagemans”, “Portret van Charles Dumercy”, “Portret van Henri Vandevelde”, “Avond- regen”, “Nocturne”.
- Salon 1888, Antwerpen: “Lansier”, “Een batterij die een helling bestijgt”, “Artilleriebrigardier” (ets), “Triptiek van de Belgische soldaat: de milicien – de vrijwilliger – de remplaçant” (aquarel), “De moeder” (aquarel).
- Salon 1889, Gent: “Vooruitgeschoven post”.
- Salon 1894 Antwerpen: “Verkenningspatrouille”, “Ruiterportret”, “De artilleriebatterij van de Antwerpse Burgerwacht”.
- Salon 1895, Gent: “Wachtpositie.  Jagers te voet”.
- Salon 1902, Gent: “Achtervolgde postrijder”.
- Salon 1903, Brussel: “Ruiterportret van koning Leopold II”.

## Musea en openbare verzamelingen
- Antwerpen, Koninklijk Museum voor Schone Kunsten: “Roskammen in de kazerne” (1887), “De Bloedberg te Antwerpen” (1904) en “Portret van Mevrouw Dumercy” (1893).
- Brussel, Koninklijke Musea voor Schone Kunsten van België: “Verzameling na een gevecht van de infanterie” (1896), “Ruitersportret van Baron Chazal”.
- Brussel, Museum van het Leger en de Krijgsgeschiedenis: “Koning Leopold II en Koningin Maria-Hendrika wonen legermanoeuvers bij” (1890).
- Elsene